# Rumpler Luftverkehr

La Rumpler Luftverkehr, fondée en 1919, fut la toute première compagnie aérienne allemande. Elle poursuivit ses activités sous la forme Rumpler Werke AG de 1922 à 1923, puis sous l'égide de Junkers Luftverkehr AG jusqu'en 1926, avant de faire faillite. Elle exploita des Rumpler C.I réaménagés et des Junkers F13 entre l'Allemagne, l'Autriche et la Suisse. 

## Histoire

### Démarrage
À la suite du traité de Versailles qui interdisait la production d'avions militaires par l'Allemagne, la Bayerischen Rumpler-Werke, filiale d'Augsbourg de la Rumpler Flugzeugwerke, créa en 1919 la compagnie aérienne Rumpler-Luftverkehr, chargée de produire et exploiter une version civile des avions Rumpler. Sous la direction d'Otto Meyer l'usine produisit 17 avions de transport, dont 13 Rumpler C.I modifiés pour le transport de passagers. Les avions étaient exploités sur les lignes Berlin-Leipzig et Leipzig-Munich-Augsbourg. 

### L'apport de Junkers
En septembre 1922 le siège fut transféré à Munich sous forme de société par actions (AG), la Rumpler-Werke AG. Les actionnaires comptaient la Rumpler-Werke de Berlin-Johannisthal, la Bayerischen Rumpler-Werke (Augsbourg), le constructeur Junkers Flugzeugwerk de Dessau. Le conseil d'administration était présidé par Edmund Rumpler, coprésidé par Hugo Junkers et complété par Albert Albeck, Gottfried Kaufmann et le pilote Albert Mühlig-Hofmann. Rumpler apportait six Rumpler C.I ; et Junkers deux Junkers F 13 en plus d'un capital de départ. La nouvelle société exploitait la ligne Munich-Nuremberg/Fürth-Dessau-Berlin, ceci en coopération avec le Suisse Ad Astra Aero et la Österreichischen Luftverkehrs AG pour les correspondances vers Zurich et Vienne. Mais les premières difficultés financières apparurent dès 1923 avec l'atterrissage forcé des deux Junkers F 13. Maintenir des vols réguliers devint difficile. Fin 1923 Rumpler intégra l'union transeuropéenne TREU, fruit de la collaboration entre les compagnies aériennes de l'Allemagne du sud, de l'Autriche et de la Suisse, et dirigée par la compagnie Junkers Luftverkehr AG alors en croissance. La ligne Munich-Berlin fut exploitée par des Junkers F 13. En 1924 s'ouvrirent les lignes Francfort-Nuremberg/Fürth-Munich.  
Mais les pertes continuaient de s'accumuler, jusqu'à 10 000 Reichs Mark en 1925, et le conseil d'administration décida une liquidation en 1926. Les avions restants furent cédés à la toute jeune compagnie allemande Luft Hansa, fruit de la fusion entre Junkers Luftverkehr et Deutsche Aero Lloyd.